# Голубев, Михаил Кириллович
Михаил Кириллович Го́лубев (6 (19) ноября 1905 — 6 ноября 1985) — советский инженер, авиаконструктор.

## Биография
Родом из Вологодской губернии.
Окончил в Москве институт переработки сельхозпродуктов (Московский институт технологии зерна и муки?)
Год служил в РККА, затем работал конструктором, начальником отдела, начальником ОТК на заводе № 1 Наркомата авиационной промышленности (Государственный авиационный завод № 1).
Во время войны — главный инженер Завода № 30 в Москве.
В ноябре 1945 года уехал в Куйбышев, куда был эвакуирован завод № 1. Работал на ГАЗ № 1 (с 1957 г. назывался заводом «Прогресс»): главный конструктор серийного производства, начальник производства, с 1952 по 1957 год — главный инженер.
С 1957 года участник космического проекта, заместитель главного конструктора ЦСКБ. Принимал участие в организации работ по постановке серийного изготовления МБР Р-7 и Р-7А. Был заместителем главного конструктора Филиала № 3 и руководителем службы ведущих конструкторов по теме Н-1.
В начале 1960-х ответственный работник Куйбышевского СНХ.

## Награды и премии
- Сталинская премия второй степени (1950) — за разработку и освоение новых технологических процессов при производстве самолётов[3]
- орден Ленина (2.7.1945) — за образцовое выполнение заданий правительства по производству боевых самолётов[2]
- орден Красной Звезды[3]
- четыре ордена Трудового Красного Знамени (…, 8.9.1941[1], …, …)[3]
- медали.